# USS Daniel Webster (SSBN-626)
L'USS Daniel Webster (SSBN-626) est un sous-marin nucléaire lanceur d'engins de la classe Lafayette de l'United States Navy, la marine militaire des États-Unis. Il doit son nom au sénateur Daniel Webster.
Il a été en service de 1964 à 1990.